# Hjärngänget
Hjärngänget (originaltitel: The Dream Team) är en amerikansk komedifilm från 1989 i regi av Howard Zieff.

## Handling
Fyra mentalpatienter överges i New York när deras vårdare förs bort i ambulans efter att ha anfallits och skadats vid ett polismord som han blir vittne till.

## Om filmen
Filmen är inspelad i New York och Toronto. Den hade världspremiär i USA den 7 april 1989 och svensk premiär den 19 januari 1990, åldersgränsen är 15 år. Filmen har även visats på SVT1 och TV3.

## Rollista i urval
- Michael Keaton – Billy Caulfield
- Christopher Lloyd – Henry Sikorsky
- Peter Boyle – Jack McDermott
- Stephen Furst – Albert Ianuzzi
- Lorraine Bracco – Riley
- James Remar – Gianelli
- Jack Gilpin – doktor Talmer
- MacIntyre Dixon – doktor Verboven

## Musik i filmen
- Hit the Road Jack, skriven av Percy Mayfield, framförd av Buster Poindexter samt senare i filmen av Ray Charles
- Dream a Little Dream of Me, skriven av Fabian Andre, Wilbur Schwandt och Gus Kahn, framförd av Bill Goffi
- The Star-Spangled Banner, text Francis Scott Key, framförd av Robert Merrill
- Further On Up the Road
- A ti solita te quiero, skriven och framförd av Cuco Valoy
- Walk the Dinosaur, skriven av David Was, Don Was och Randy Jacobs, framförd av Was Not Was
- Por dios que no, skriven av Hugo Almanza, framförd av Cuco Valoy
- All the Way, skriven av Doug Williams, Leonard Williams, Maurice Surrell, Melvin Williams och Henry Green, framförd av The Frierson Family Singers
- Nighttime, skriven av Ron "Diego" Johnston, framförd av Diego's Diner
- Dance with the Devil, skriven och framförd av UB40
- Train Whistle Blues, skriven av David Lindup
- Strangers in the Night, skriven av Charles Singleton, Eddie Snyder och Bert Kaempfert
- Crazy (For Loving You), skriven av Cherrelle Norton, Herman Randall Davis och Mary Smettler, framförd av Cherrelle
- La Primavara ur De fyra årstiderna, skriven av Antonio Vivaldi